# Antitaenita
La antitaenita es un mineral de la clase de los minerales elementos. Recibe su nombre de su relación con la taenita.

## Características
La antitaenita es una aleación de hierro y níquel, de fórmula química Fe₃Ni. Actualmente, se trata de un mineral no aprobado por la Asociación Mineralógica Internacional.
Según la clasificación de Strunz, la antitaenita pertenece al grupo «01.AE: Metales y aleaciones de metales, familia hierro-cromo» junto con los siguientes minerales: vanadio nativo, molibdeno nativo, cromo nativo, hierro nativo, camacita, tungsteno nativo, taenita, tetrataenita, cromferur, fercromur, wairauíta, awaruita, jedwabita y manganeso nativo.

## Formación y yacimientos
Originalmente fue descrita en un meteorito de 3,83 toneladas encontrado en el año 1861 en Vaca Muerta, Taltal (Región de Antofagasta, Chile). También ha aparecido en otros tres meteoritos, uno encontrado en Estherville (Iowa) (Iowa, Estados Unidos) y otros dos en el Brasil, en Santa Catarina y en Vicência (Pernambuco).